# Leslie Voltaire
Leslie Voltaire (Porto Príncipe, 11 de julho de 1949) é um político e arquiteto haitiano que exerceu o cargo de Presidente do Conselho Presidencial de Transição entre outubro de 2024 e março de 2025. Anteriormente, atuou nas administrações de Jean-Bertrand Aristide e René Préval e foi candidato na Eleição presidencial no Haiti em 2010.

## Início da vida e educação
Voltaire nasceu em 11 de julho de 1949 em Porto Príncipe, Haiti. Ele é um falante fluente de inglês, francês, espanhol e crioulo haitiano. Ele frequentou o Petit Séminaire Collège Saint-Martial em Porto Príncipe e mais tarde estudou na Universidade Nacional Autônoma do México, onde se formou em arquitetura, e na Universidade Cornell nos Estados Unidos, onde obteve um mestrado em planejamento urbano e regional. Em Cornell, ele foi um bolsista Fulbright.

## Carreira
Voltaire se tornou um arquiteto e planejador urbano, ganhando mais de 40 anos de experiência. Ele ajudou a desenvolver vários projetos de grande escala, incluindo um plano diretor para um complexo habitacional de baixo custo que foi construído em Porto Príncipe e foi consultor na construção de uma academia de futebol. Por 15 anos, ele atuou como professor de arquitetura na Universidade Estadual do Haiti.
Voltaire era amigo do presidente haitiano Jean-Claude Duvalier. Voltaire, que se tornou membro do partido político Fanmi Lavalas, entrou na política em 1990 quando foi nomeado conselheiro estadual, e um ano depois foi nomeado pelo presidente Jean-Bertrand Aristide como Ministro da Educação Nacional e Ministro dos Esportes. Ele se tornou chefe de gabinete de Aristide em 1995, então permaneceu no governo na administração de René Préval, sendo nomeado consultor de infraestrutura em 1996. Em 2001, ele se tornou o Ministro dos Haitianos que Vivem no Exterior. Ele foi o autor da lei Voltaire, que melhorou os direitos econômicos da diáspora haitiana. Voltaire foi um Enviado Especial para as Nações Unidas (ONU) em 2009, trabalhando com o ex-presidente dos EUA Bill Clinton.
Em 2010, Voltaire foi uma figura importante em ajudar a reconstruir o Haiti após um grande terremoto. Ele concorreu à presidência nas eleições gerais haitianas de 2010-11 pelo partido Ansanm Nou Fò, recebendo 16.199 votos, 1,59% do eleitorado, embora houvesse alegações de fraude eleitoral. Depois, ele permaneceu como conselheiro do partido Lavalas e mais tarde se tornou membro do conselho executivo do Acordo de Montana.
Em 2024, Voltaire foi nomeado para o Conselho Presidencial de Transição, o órgão que atua temporariamente como chefe de estado do Haiti, como um dos sete membros, tomando posse em 25 de abril de 2024. Como parte de uma liderança rotativa do órgão, Voltaire sucedeu Edgard Leblanc Fils em 7 de outubro de 2024, com um mandato que expirou em 7 de março de 2025. Ele assumiu a presidência em um momento em que vários membros do conselho eram alvo de alegações de corrupção, e o líder cessante, Leblanc Fils, se recusou a assinar o decreto que ratificou Voltaire como presidente.
Voltaire é casado e tem três filhos.